# ایستگاه راه‌آهن اردبیل
ایستگاه راه‌آهن اردبیل یک ایستگاه در دست احداث راه‌آهن در شهر اردبیل، ایران است.
این ایستگاه که جزئی از خط راه‌آهن میانه-اردبیل محسوب می‌شود در ۱۰ کیلومتری شرق شهر اردبیل در نزدیکی روستای آقاباقر قرار دارد همزمان با خط میانه-اردبیل در دست احداث است. این پروژه از سال ۱۳۹۱ شروع شد و قرار است در شهریور یا نیمسال دوم ۱۴۰۲ به بهره‌برداری برسد.